# جونجو ديكمان
جونجو ديكمان (بالإنجليزية: Jonjo Dickman)‏ هو لاعب كرة قدم بريطاني في مركز الوسط، ولد في 11 أكتوبر 1981 في هكسهام ‏ في المملكة المتحدة. لعب مع نادي دارلنجتون ونادي سندرلاند ونادي يورك سيتي.

## وصلات خارجية
- جونجو ديكمان على موقع قاعدة بيانات كرة القدم.إي يو (الإنجليزية)
- جونجو ديكمان على موقع Soccerbase.com (لاعب) (الإنجليزية)
- جونجو ديكمان على موقع عالم كرة القدم.نت (الإنجليزية)